# Bernhard Woite
Bernhard „Benno“ Woite ist ein ehemaliger deutscher Handballspieler. Er spielte 46-mal für die DDR-Nationalmannschaft.

## Werdegang
Woite wuchs in Frankfurt (Oder) auf. Der zwei Meter große und 115 Kilogramm schwere Rückraumspieler spielte für die BSG Lok RAW Cottbus in der DDR-Oberliga. Im Jahre 1990 wechselte er zum damaligen Zweitligisten OSC 04 Rheinhausen nach Duisburg. Drei Jahre später stieg er mit dem OSC in die Bundesliga auf. Woite wechselte allerdings zur Spvg Versmold, die gerade aus der 2. Bundesliga abgestiegen war. Er beendete seine Karriere in Versmold. Nach seiner Karriere arbeitete er als Versicherungsmakler. Woite ist verheiratet und hat einen Sohn. Seit 2001 ist er Vereinsvorsitzender der Spvg Versmold.